# Gastón Sangoy
Gastón Maximiliano Sangoy (ur. 5 października 1984 w Paranie) – argentyński piłkarz występujący na pozycji napastnika w indyjskim klubie Mumbai City. Wychowanek Boca Juniors, w swojej karierze grał także w takich zespołach jak AFC Ajax, Universitario, Millonarios, Hapoel Aszkelon, Apollon Limassol, Sporting Gijón, Al-Wakrah oraz Arka Gdynia.